# Escalón (California)
Escalón es una ciudad ubicada en el condado de San Joaquín en el estado estadounidense de California. En el año 2008 tenía una población de 7,257 habitantes y una densidad poblacional de 1,125.1 personas por km².

## Geografía
Escalón se encuentra ubicada en las coordenadas 37°47′39″N 120°59′42″O / 37.794055, -120.995022. Según la Oficina del Censo, la ciudad tiene un área total de 5,3 km² (2 mi²), de la cual 5,3 km² (2 mi²) es tierra y 0 km² (0 mi²) (0%) es agua.

## Demografía
Según la Oficina del Censo en 2000 los ingresos medios por hogar en la localidad eran de $49,797, y los ingresos medios por familia eran $55,488. Los hombres tenían unos ingresos medios de $46,554 frente a los $27,059 para las mujeres. La renta per cápita para la localidad era de $19,016. Alrededor del 8.6% de la población estaban por debajo del umbral de pobreza.